# Schottisches Hochlandrind

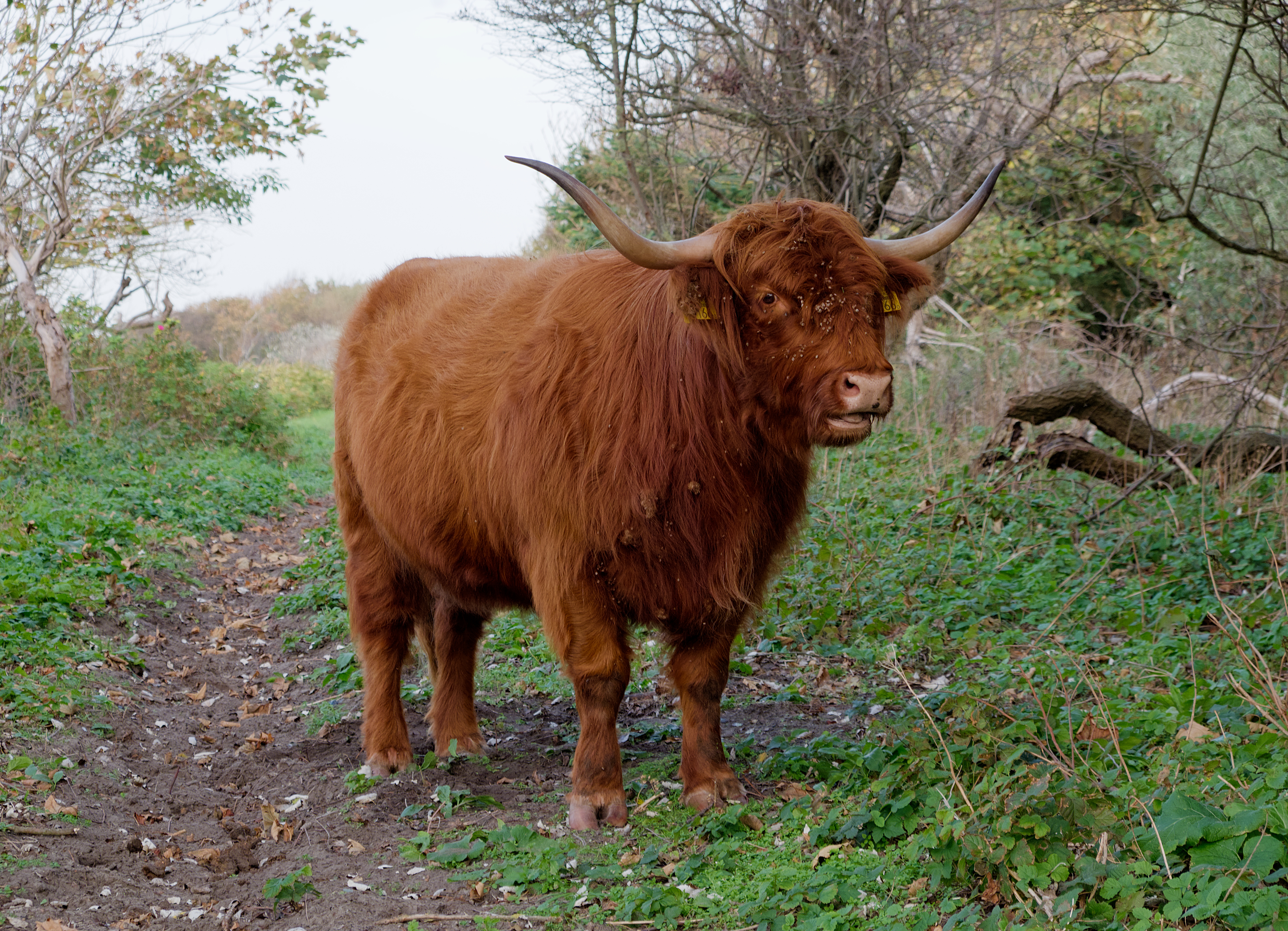
Schottisches Hochlandrind

Das Schottische Hochlandrind, Highland Cattle oder Kyloe (schott.-gäl. Bò Gàidhealach „gälisches Rind“) ist eine Rasse des Hausrindes. Sie ist die älteste registrierte Viehrasse (1884).

## Beschreibung
Die Rasse stammt aus dem Nordwesten Schottlands und von den Hebriden, wo sie seit Jahrhunderten durch natürliche Selektion die ihr zugeschriebenen Eigenschaften entwickelt hat – das kleinwüchsige und relativ leichte Hochlandrind gilt als gutmütig, robust und langlebig, es eignet sich für die ganzjährige Freilandhaltung auch auf für schwere Rinder ungeeigneten Böden (Mutterkuhhaltung), kalbt leicht und viel, auch ohne menschliche Hilfe. Es liefert mittelrahmige Milch und cholesterinarmes Fleisch.
Ursprünglich gab es zwei Rassen, die normalerweise schwarze und etwas kleinere Kyloe, die auf den Inseln des nordwestlichen Schottland lebte, sowie eine eher rötliche und etwas größere Rasse aus den abgelegenen Highlands. Durch Züchtung wurden beide Rassen eins und erlangten die heute vorherrschende rot-braune Färbung. Die offiziellen Bezeichnungen des Farbspektrums des langhaarigen Fells sind: rot, gelb und schwarz sowie – seltener vorkommend – gestromt (brindle), graubraun (dun) und weiß. 
Die langen und sehr symmetrischen Hörner sind in der Regel geschlechtsspezifisch unterschiedlich geformt. Bei Bullen haben sie typischerweise eine kräftige, waagerecht nach vorne gebogene Form. Bei den Kühen sind die Hörner meist deutlich länger und weit ausladend nach oben gebogen.
Die Rasse eignet sich besonders für extensive Weidebewirtschaftung und wird vielfach auch in Beweidungsprojekten eingesetzt. Beim Umgang mit den Tieren ist Respekt vor den langen Hörnern geboten. Eine „Führigkeit“ am Halfter muss trainiert und gepflegt werden, ebenso das Treiben in Pferche.
Heute wird die Rasse weltweit in vielen Ländern gezüchtet. Die ersten Hochlandrinder wurden 1975 nach Deutschland eingeführt, in den Vereinigten Staaten werden sie bereits seit Ende des 19. Jahrhunderts genutzt.
Sogenannte Kleine Highlands ergeben sich entweder bewusst aus selektiver Zuchtauslese oder als Nebenprodukt bei zu früher Bedeckung oder bei sehr magerem Futter, wie ein Vergleich mit der Zucht auf den Hebriden und historische Dokumente belegen.

## Vergleich Schottisches Hochlandrind mit anderen Rindern auf die Weidevegetation
In zwei Studien untersuchte man in einem Weideexperiment die Auswirkung von Rindern auf die Weidevegetation, dabei wurden Hochlandrinder mit Original Braunvieh und Angus X Holstein Kreuzungsrindern verglichen. Hochlandrinder sind leichter als andere Rinder, „doch ihre Klauen waren relativ zum Körpergewicht gross, sodass die Bodenbelastung pro Tritt 25% geringer war. Sie machten zudem weniger Schritte und nutzten die Weidefläche am gleichmässigsten. Deshalb wuchsen auf Hochlandrinder-Weiden weniger Trittzeiger. Hochlandrinder waren bei der Auswahl der Futterpflanzen am wenigsten wählerisch.“  Sie fressen auch schlechte Futterpflanzen. „Insgesamt war die Vegetation von Hochlandrinder-Weiden weniger weidetypisch und es wuchsen weniger Unkräuter und Gehölze. Auf den Weiden der extensiven Hochlandrinder fanden sich im Durchschnitt mehr Pflanzenarten. Der Effekt nahm mit der Dauer der Hochlandrinderbeweidung zu. Offensichtlich schont das gleichmässige Fressen und Bewegen dieser Rasse auch empfindliche Pflanzenarten. Extensivrinder fördern deshalb die Artenvielfalt und pflegen die Weide. Dadurch sind sie ein Schlüssel zum Erhalt extensiver Weideflächen.“

## Galerie

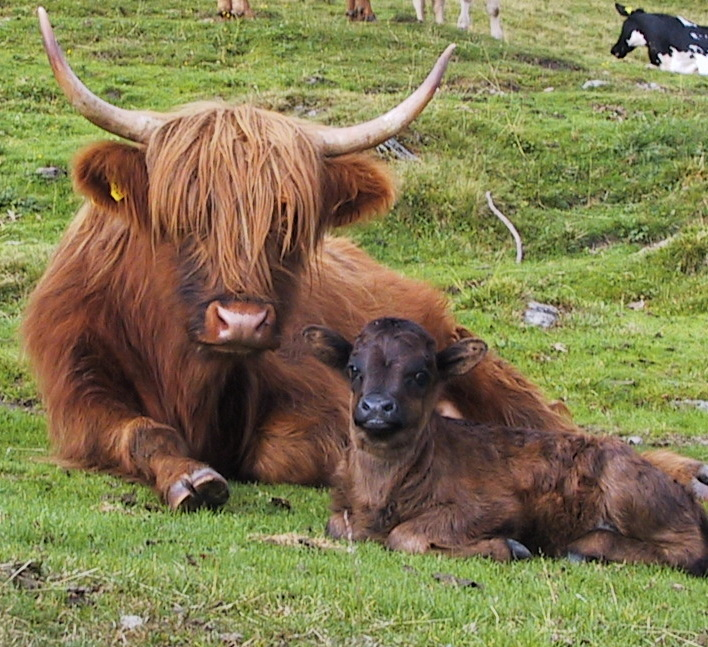
Schottisches Hochlandrind mit Kalb auf einer Alm im Lungau
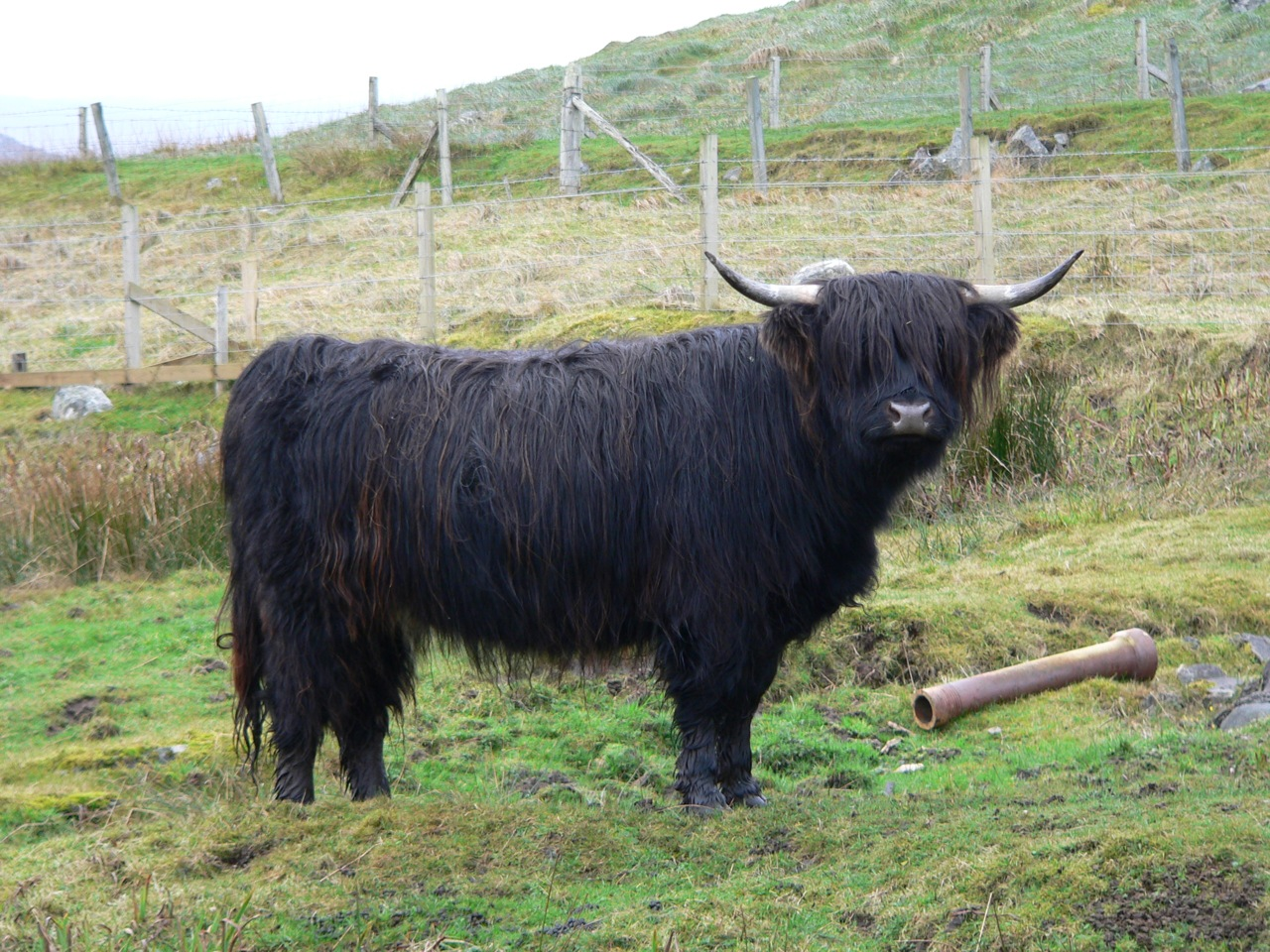
Schottisches Hochlandrind (weiblich)
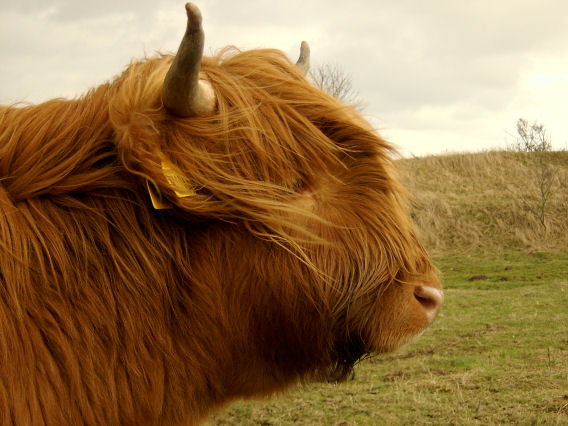
Schottisches Hochlandrind
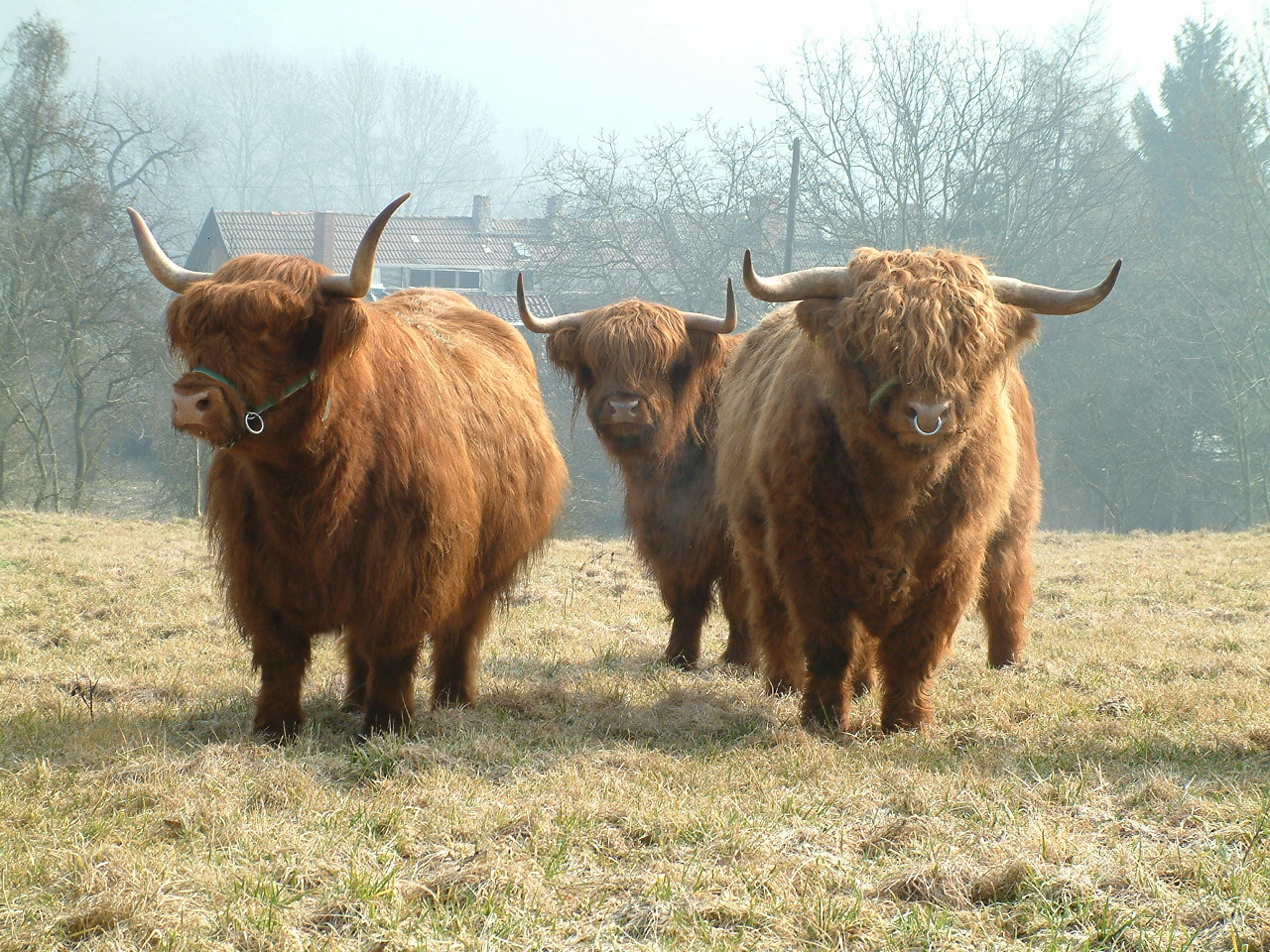
Geschlechtsspezifische männliche Hornstellung
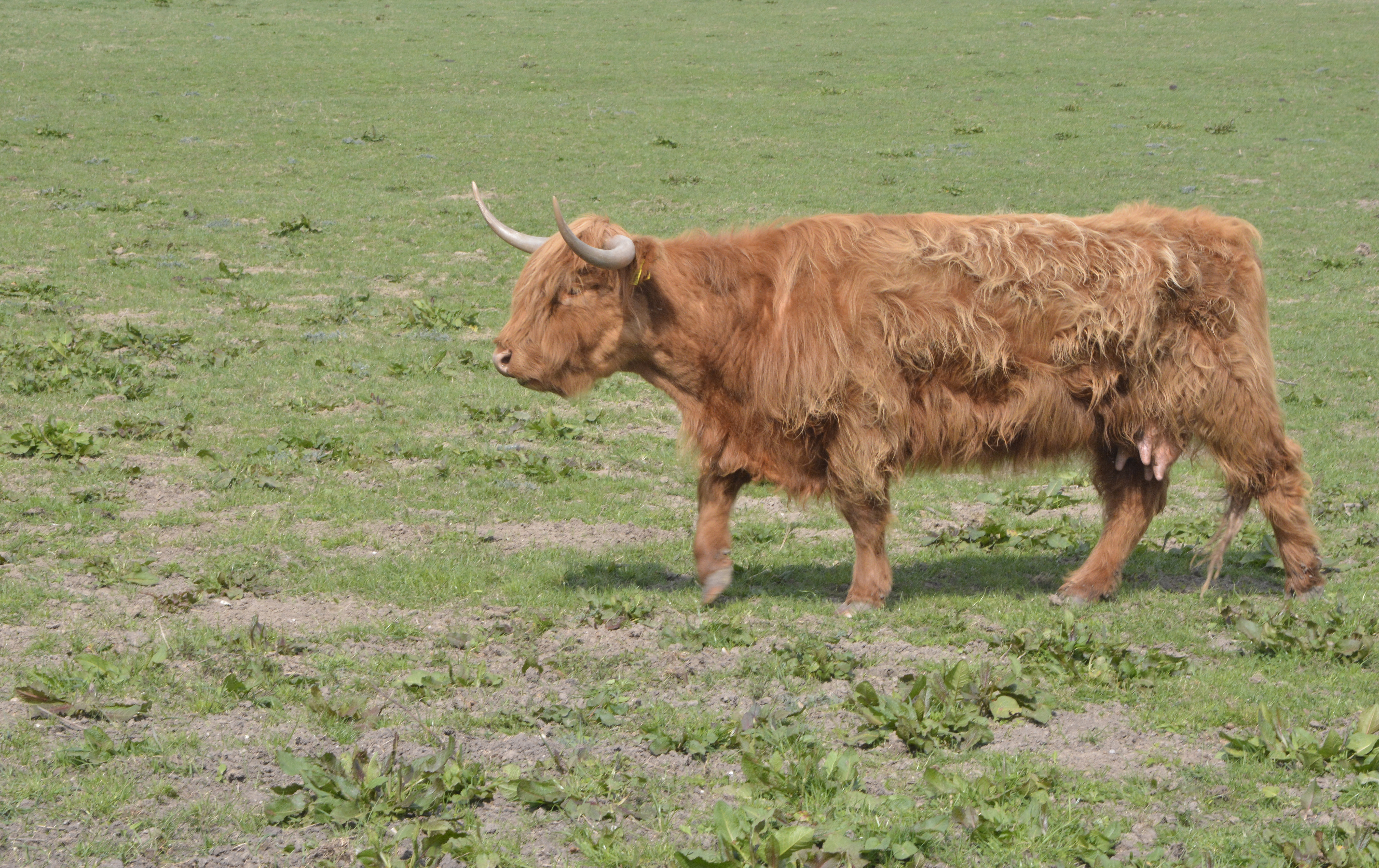
Schottisches Hochlandrind (weiblich)
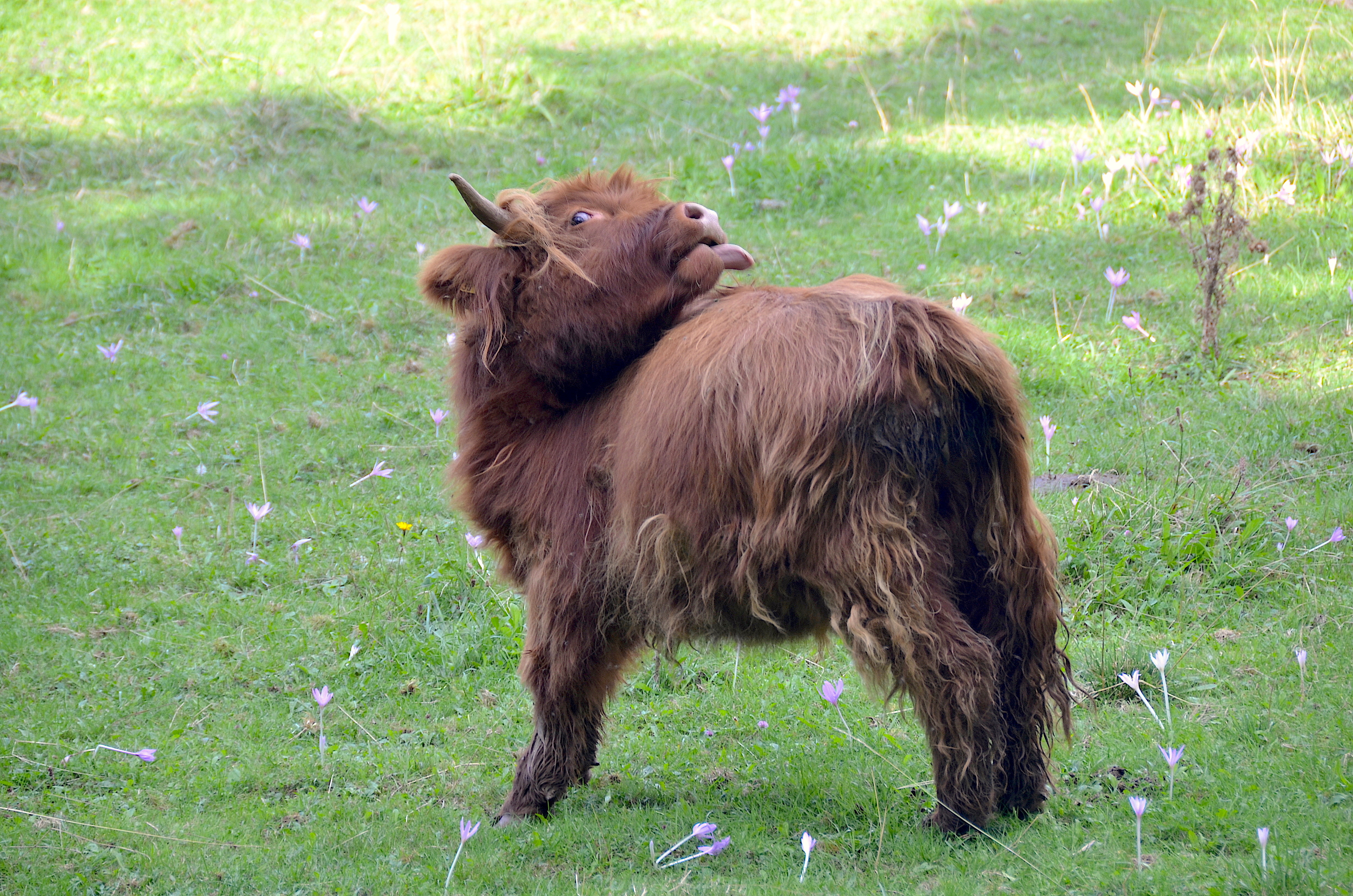
Kalb auf der Schwäbischen Alb
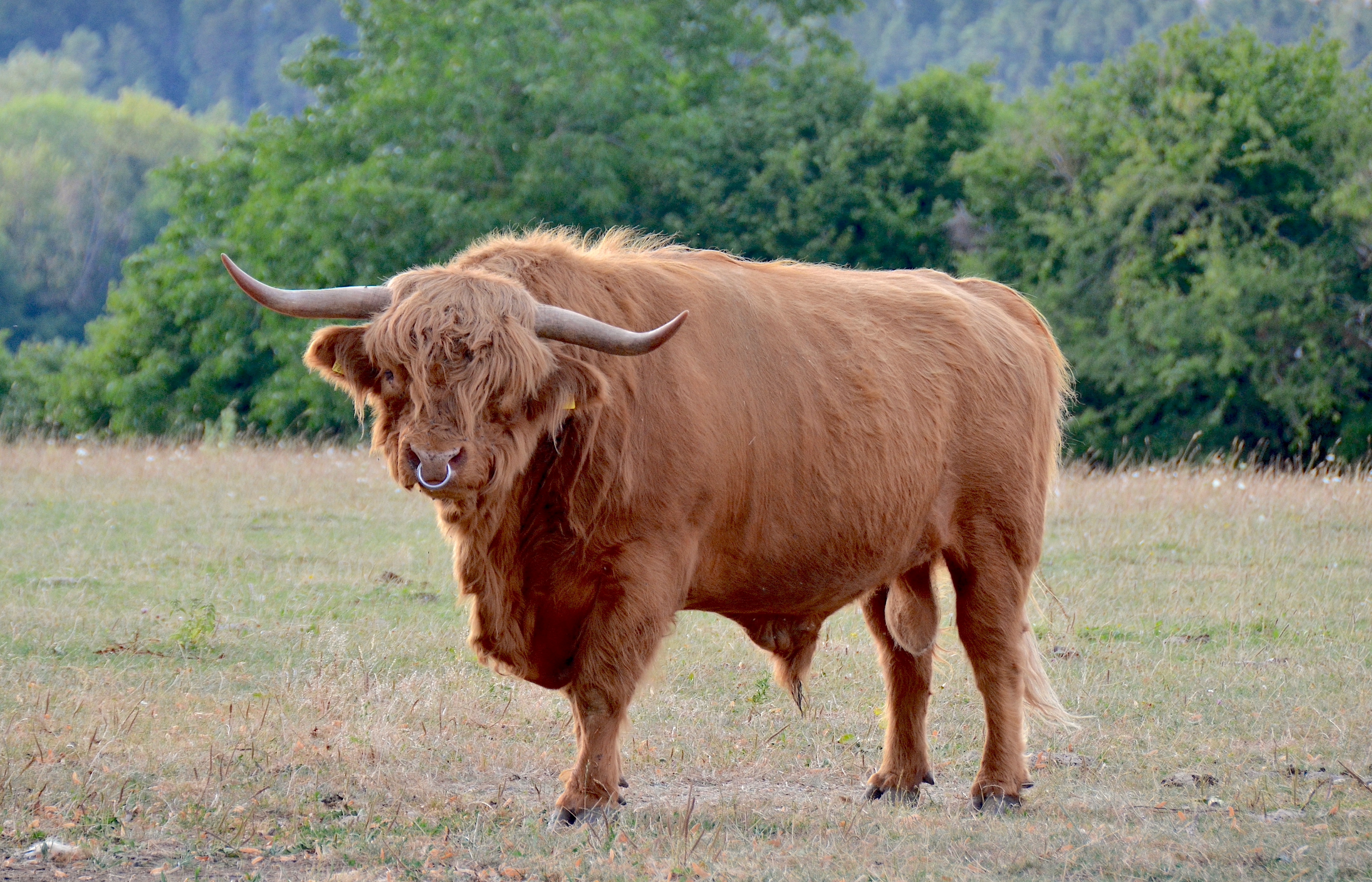
Schottisches Hochlandrind (Bulle)